# Klaus-Peter von Lüdeke
Klaus-Peter von Lüdeke (* 26. Dezember 1947 in Berlin-Friedenau) ist ein deutscher Politiker und freiberuflicher Marketingberater. 

## Leben
Von Lüdeke erlangte 1967 die allgemeine Hochschulreife und absolvierte anschließend ein Studium der Volkswirtschaftslehre in Berlin und Hamburg, das er 1973 als Diplom-Volkswirt an der Universität Hamburg abschloss. Von 1974 bis 1976 durchlief von Lüdeke eine Marketingausbildung in der pharmazeutischen Industrie und war anschließend als Produktmanager beschäftigt. Von Lüdeke hatte seitdem diverse Leitungsfunktionen in verschiedenen Berliner Unternehmen inne. Derzeit ist er als freiberuflicher Marketingberater tätig. Von Lüdeke ist verheiratet und hat einen Sohn.
Von Lüdeke ist Mitglied der Deutschen Parlamentarischen Gesellschaft und der FDP International.

## Politik
Von Lüdeke war seit 1992 Mitglied der FDP, von 2000 bis 2006 war er Vorsitzender des Bezirksverbandes Steglitz-Zehlendorf. In der Zeit von 2004 bis 2006 war er außerdem stellvertretender Landesvorsitzender der FDP Berlin. 
2001 kandidierte von Lüdeke für den Bezirk Steglitz-Zehlendorf erfolgreich für das Berliner Abgeordnetenhaus. Er war von 2001 bis 2006 Sprecher der FDP-Fraktion für Stadtentwicklung, Bau- und Wohnungspolitik sowie Verkehr. 2006 zog er erneut für die FDP Steglitz-Zehlendorf ins Berliner Abgeordnetenhaus ein und war seitdem Sprecher für Bau- und Wohnungspolitik sowie Verkehr und vertrat die FDP-Fraktion in den entsprechenden Ausschüssen des Abgeordnetenhauses. Bei der Wahl zum Abgeordnetenhaus von Berlin 2011 zog die FDP nicht erneut ins Parlament ein, und sein Mandat endete.
Von Lüdeke ist im Juni 2014 aus der FDP ausgetreten. Bei der Bundestagswahl 2021 kandidiert er für die Freien Wähler als Direktkandidat im Wahlkreis Steglitz-Zehlendorf und gleichzeitig bei den Wahlen zum Berliner Abgeordnetenhaus 2021 im Wahlkreis Steglitz-Zehlendorf 7.
| Personendaten    | Personendaten                  |
| ---------------- | ------------------------------ |
| NAME             | Lüdeke, Klaus-Peter von        |
| KURZBESCHREIBUNG | deutscher Politiker (FDP), MdA |
| GEBURTSDATUM     | 26. Dezember 1947              |
| GEBURTSORT       | Berlin-Friedenau               |